# Rozrachunek brutto w czasie rzeczywistym
Rozrachunek brutto w czasie rzeczywistym (ang. Real-Time Gross Settlement, RTGS) – transfer środków pieniężnych między rachunkami bankowymi realizowany niezwłocznie, w ciągu całego dnia operacyjnego (w godzinach pracy systemu). Zlecenia płatnicze RTGS są przetwarzane i księgowane pojedynczo, bez oczekiwania na kompensatę z innymi transakcjami. Mianem RTGS określa się również klasę systemów rozliczeniowych, umożliwiających dokonywanie takich transakcji.
Podstawowym zastosowaniem RTGS są rozliczenia między centralami banków oraz wysokokwotowe płatności między podmiotami gospodarczymi. Ze względu na szybki czas realizacji, RTGS stanowi alternatywę dla tradycyjnego polecenia przelewu. Jednak wysokie koszty oraz niekiedy wymagane minimalne progi kwotowe (poniżej których zlecenia nie są przyjmowane) powodują, że transakcje RTGS mają niewielki udział w ogólnej liczbie płatności bezgotówkowych.
Transakcje rozrachunku brutto w czasie rzeczywistym są:
- bezwarunkowe – beneficjent otrzyma środki bez względu na to, czy wywiąże się ze swoich zobowiązań wobec kupującego, w szczególności, czy dostarczy towar lub wyświadczy usługę o jakości zgodnej z zamówieniem;
- nieodwołalne – prawidłowo przetworzonej transakcji nie można cofnąć, a jej zleceniodawca nie może uzyskać zwrotu środków w jakiejkolwiek części (tzw. ostateczność rozrachunku).

Operatorami systemów RTGS są przeważnie banki centralne państw, choć zdarzają się wyjątki, takie jak system CHAPS w Wielkiej Brytanii obsługiwany przez firmę prywatną. Transakcje złotowe RTGS w Polsce obsługuje Narodowy Bank Polski w ramach systemu SORBNET2. Rozrachunek brutto w czasie rzeczywistym w EUR na skalę paneuropejską umożliwia system TARGET2 Europejskiego Banku Centralnego.